# The Man Booker Prize for Fiction
Nagroda Bookera (ang. The Booker Prize, wcześniej Booker Prize for Fiction, The Man Booker Prize) – najbardziej prestiżowa nagroda literacka w Wielkiej Brytanii, przyznawana za najlepszą powieść angielskojęzyczną z ostatniego roku. Do 2013 roku przyznawana autorom, którzy byli obywatelami Wspólnoty Narodów, Zimbabwe lub Irlandii, w kolejnym roku zniesiono to ograniczenie. Pierwsza nagroda została przyznana w 1969.
Laureat Nagrody Bookera otrzymuje sumę 50 tys. funtów. Znalezienie się w grupie finalistów jest również uważane za wielki zaszczyt.

## LaureaciThe Booker Prize
| Rok  | Autor                | Kraj                                 | Tytuł                                                                |
| ---- | -------------------- | ------------------------------------ | -------------------------------------------------------------------- |
| 1969 | P.H. Newby           | Wielka Brytania                      | Something to Answer For                                              |
| 1970 | Bernice Rubens       | Wielka Brytania                      | Wybrany (The Elected Member)                                         |
| 1971 | V.S. Naipaul         | Trynidad i Tobago Wielka Brytania    | W wolnym kraju (In a Free State)                                     |
| 1972 | John Berger          | Wielka Brytania                      | G. (G.)                                                              |
| 1973 | J.G. Farrell         | Wielka Brytania                      | Oblężenie Krisznapuru (The Siege of Krishnapur)                      |
| 1974 | Nadine Gordimer      | Południowa Afryka                    | Zachować swój świat (The Conservationist)                            |
| 1974 | Stanley Middleton    | Wielka Brytania                      | Wakacje (Holiday)                                                    |
| 1975 | Ruth Prawer Jhabvala | Wielka Brytania Niemcy               | W upale i kurzu (Heat and Dust)                                      |
| 1976 | David Storey         | Wielka Brytania                      | Saville (Saville)                                                    |
| 1977 | Paul Scott           | Wielka Brytania                      | Ci, co pozostali (Staying On)                                        |
| 1978 | Iris Murdoch         | Wielka Brytania                      | Morze, morze (The Sea, the Sea)                                      |
| 1979 | Penelope Fitzgerald  | Wielka Brytania                      | Offshore                                                             |
| 1980 | William Golding      | Wielka Brytania                      | Rytuały morza (Rites of Passage)                                     |
| 1981 | Salman Rushdie       | Wielka Brytania                      | Dzieci północy (Midnight’s Children)                                 |
| 1982 | Thomas Keneally      | Australia                            | Lista Schindlera (Schindler’s Ark)                                   |
| 1983 | J.M. Coetzee         | Południowa Afryka                    | Życie i czasy Michaela K. (The Life and Times of Michael K)          |
| 1984 | Anita Brookner       | Wielka Brytania                      | Hotel du Lac (Hotel du Lac)                                          |
| 1985 | Keri Hulme           | Nowa Zelandia                        | The Bone People                                                      |
| 1986 | Kingsley Amis        | Wielka Brytania                      | Stare diabły (The Old Devils)                                        |
| 1987 | Penelope Lively      | Wielka Brytania                      | Moon Tiger                                                           |
| 1988 | Peter Carey          | Australia                            | Oskar i Lucynda (Oscar and Lucinda)                                  |
| 1989 | Kazuo Ishiguro       | Wielka Brytania Japonia              | Okruchy dnia (The Remains of the Day)                                |
| 1990 | A.S. Byatt           | Wielka Brytania                      | Opętanie (Possession: A Romance)                                     |
| 1991 | Ben Okri             | Nigeria                              | Droga bez dna (The Famished Road)                                    |
| 1992 | Michael Ondaatje     | Kanada Sri Lanka                     | Angielski pacjent (The English Patient)                              |
| 1992 | Barry Unsworth       | Wielka Brytania                      | Sacred Hunger                                                        |
| 1993 | Roddy Doyle          | Irlandia                             | Paddy Clarke Ha Ha Ha (Paddy Clarke Ha Ha Ha)                        |
| 1994 | James Kelman         | Wielka Brytania                      | Jak późno było, jak późno (How Late it Was, How Late)                |
| 1995 | Pat Barker           | Wielka Brytania                      | The Ghost Road                                                       |
| 1996 | Graham Swift         | Wielka Brytania                      | Ostatnia kolejka (Last Orders)                                       |
| 1997 | Arundhati Roy        | Indie                                | Bóg rzeczy małych (The God of Small Things)                          |
| 1998 | Ian McEwan           | Wielka Brytania                      | Amsterdam (Amsterdam)                                                |
| 1999 | J.M. Coetzee         | Południowa Afryka                    | Hańba (Disgrace)                                                     |
| 2000 | Margaret Atwood      | Kanada                               | Ślepy zabójca (The Blind Assassin)                                   |
| 2001 | Peter Carey          | Australia                            | Prawdziwa historia Neda Kelly’ego (True History of the Kelly Gang)   |
| 2002 | Yann Martel          | Kanada                               | Życie Pi (Life of Pi)                                                |
| 2003 | DBC Pierre           | Australia                            | Vernon (Vernon God Little)                                           |
| 2004 | Alan Hollinghurst    | Wielka Brytania                      | Linia piękna (The Line of Beauty)                                    |
| 2005 | John Banville        | Irlandia                             | Morze (The Sea)                                                      |
| 2006 | Kiran Desai          | Indie                                | Brzemię rzeczy utraconych (The Inheritance of Loss)                  |
| 2007 | Anne Enright         | Irlandia                             | Tajemnica rodu Hegartych (The Gathering)                             |
| 2008 | Aravind Adiga        | Indie                                | Biały Tygrys (The White Tiger)                                       |
| 2009 | Hilary Mantel        | Wielka Brytania                      | W komnatach Wolf Hall (Wolf Hall)                                    |
| 2010 | Howard Jacobson      | Wielka Brytania                      | Kwestia Finklera (The Finkler Question)                              |
| 2011 | Julian Barnes        | Wielka Brytania                      | Poczucie kresu (The Sense of an Ending)                              |
| 2012 | Hilary Mantel        | Wielka Brytania                      | Na szafocie (Bring Up the Bodies)                                    |
| 2013 | Eleanor Catton       | Nowa Zelandia                        | Wszystko, co lśni (The Luminaries)                                   |
| 2014 | Richard Flanagan     | Australia                            | Ścieżki północy (The Narrow Road to the Deep North)                  |
| 2015 | Marlon James         | Jamajka                              | Krótka historia siedmiu zabójstw (A Brief History of Seven Killings) |
| 2016 | Paul Beatty          | Stany Zjednoczone                    | Sprzedawczyk (The Sellout)                                           |
| 2017 | George Saunders      | Stany Zjednoczone                    | Lincoln w Bardo (Lincoln in the Bardo)                               |
| 2018 | Anna Burns           | Wielka Brytania ( Irlandia Północna) | Mleczarz (Milkman)                                                   |
| 2019 | Margaret Atwood      | Kanada                               | Testamenty (The Testaments)                                          |
| 2019 | Bernardine Evaristo  | Wielka Brytania                      | Dziewczyna, kobieta, inna (Girl, Woman, Other)                       |
| 2020 | Douglas Stuart       | Wielka Brytania Stany Zjednoczone    | Shuggie Bain (Shuggie Bain)                                          |
| 2021 | Damon Galgut         | Południowa Afryka                    | Obietnica (The Promise)                                              |
| 2022 | Shehan Karunatilaka  | Sri Lanka                            | Siedem księżyców Maalego Almeidy (The Seven Moons of Maali Almeida)  |
| 2023 | Paul Lynch           | Irlandia                             | Pieśń prorocza (Prophet Song)                                        |
| 2024 | Samantha Harvey      | Wielka Brytania                      | Orbita (Orbital)                                                     |

## Nagrody specjalne

### Booker of Bookers
W 1993 roku przyznano nagrodę „Booker of Bookers” z okazji 25-lecia nagrody. Trzej jurorzy z poprzednich edycji, Malcolm Bradbury, David Holloway i W. L. Webb, wybrali Dzieci północy Salmana Rushdiego, zwycięzcę z 1981 roku, jako „najlepszą powieść spośród wszystkich zwycięzców”. 

### The Best of the Booker
W 2008 roku przyznano nagrodę "The Best of the Booker" z okazji 40-lecia nagrody. Przygotowano krótką listę sześciu dotychczasowych zwycięzców: Oblężenie Krisznapuru Jamesa Gordona Farrella (zwycięzca z 1973), Zachować swój świat Nadine Gordimer (1974), Dzieci północy Salmana Rushdiego (1981), Oskar i Lucynda Petera Careya (1988), The Ghost Road Pat Barker (1995) oraz Hańba J.M. Coetzee (1999). W powszechnym głosowaniu zwycięzcą zostały Dzieci północy. 

### Lost Man Booker Prize
W 1971 roku zmieniono regulamin nagrody i nominowano powieści opublikowane w bieżącym roku, a nie w roku poprzednim, przez co żadna powieść opublikowana w 1970 roku nie mogła zdobyć Nagrody Bookera. W 2010 r. postanowiono wstecznie przyznać nagrodę „Lost Man Booker Prize”, którą zdobyła książka J. G. Farrella Niepokoje. 

### Best of Beryl
W 2011 roku Nagroda Man Booker Prize ustanowiła nagrodę „Best of Beryl” dla zmarłej rok wcześniej pisarki Beryl Bainbridge, której powieści pięć razy trafiały do finału, jednak ani razu nie została laureatką. Nominowane książki to: The Dressmaker (nominacja w 1973), The Bottle Factory Outing (1974), An Awfully Big Adventure (1990), Every Man for Himself (1996) oraz Master Georgie (1998). Nagroda została przyznana za ostatnią powieść.
Pisarka znalazła się jeszcze na długiej liście nominacji w 2001 roku z powieścią According to Queeney.

### Golden Man Booker
W 2018 roku z okazji 50-lecia przyznano "Golden Man Booker". Do przeczytania zwycięskich powieści z każdej dekady nagrody powołano pięciu jurorów. Byli to: pisarz i redaktor Robert McCrum (lata 70.), poeta Lemn Sissay MBE (lata 80.), powieściopisarka Kamila Shamsie (lata 90.), prezenter radiowy i pisarz Simon Mayo (2000) oraz poetka Hollie McNish (2010).
Jurorzy wybrali po jednej książce z każdej dekady: W wolnym kraju V.S. Naipaula (zwycięzca z 1971), Moon Tiger Penelope Lively (1987), Angielski pacjent Michaela Ondaatje (1992), W komnatach Wolf Hall Hilary Mantel (2009) oraz Lincoln w Bardo George'a Saundersa (2017). W powszechnym głosowaniu zwycięzcą został Angielski pacjent.

## The International Booker Prize
W 2005 roku ustanowiono osobną nagrodę The International Booker Prize, dostępną dla pisarzy z całego świata. 
Pierwotnie była ona przyznawana co dwa lata za całokształt twórczości, jednak od 2016 roku otrzymuje ją książka przetłumaczona na język angielski i opublikowana w poprzednim roku.
Pierwszym laureatem był albański pisarz Ismail Kadare, nominowany był wtedy również Stanisław Lem. W 2018 roku laureatką nagrody została Olga Tokarczuk za powieść Bieguni.